# Клам-Мартиниц, Генрих Карл
Генрих Карл Клам-Мартиниц (нем. Heinrich Karl Graf Clam-Martinic, 1 января 1863 — 7 марта 1932) — австро-венгерский государственный деятель, министр-президент Цислейтании (21 декабря 1916 — 24 июня 1917). Граф.

## Биография
Родился в Вене, в аристократической семье. Племянник известного богемского политика второй половины XIX века Генриха Ярослава Клам-Мартиница.
Генрих Карл был другом престолонаследника Франца Фердинанда, сопровождал его во время кругосветного путешествия в 1892—1893. С 1894 — член ландтага Богемии, с 1902 — верхней палаты парламента Цислейтании (Heerenhaus).
В чине генерал-майора участвовал в Первой мировой войне, воевал на русском и итальянском фронтах. В октябре 1916 в качестве представителя умеренного крыла чешского национального движения приглашён в правительство Кёрбера, назначен министром земледелия.
После смерти императора Франца Иосифа, новый император Карл I назначил Клам-Мартиница министр-президентом Цислейтании.
Находясь на посту главы правительства, Клам впервые с весны 1914 возобновил работу Рейхсрата, стремился привлечь к работе парламента и государственных органов представителей всех находившихся в составе Австрии национальностей (выдвинул лозунг Seien wir vor allem Österreicher!). Потерпел неудачу: на первом же заседании Рейхсрата представители национальных меньшинств заявили о намерении отстаивать прежде всего интересы собственных народов. Эти события фактически стали предтечей событий осени 1918 года, завершившихся распадом государства.
Считал, что в условиях войны интересы народов страны должны быть подчинены интересам обороны. Одновременно выдвигал проекты государственного переустройства. Сербия и Черногория (которые предполагалось после окончания войны аннексировать) должны были быть объединены с южно-славянскими областями Транслейтании и получить автономию в составе Венгерского королевства (за исключением населённой словенцами Крайны, которая должна была получить собственное национально-территориальное образование внутри Австрии). Аналогичные права в составе Цислейтании должно было получить Королевство Польша, объединённое с Галицией. Эти планы встретили сопротивление со стороны венгров (отстаивавших дуалистическую монархию) и национальных движений, которые с воодушевлением восприняли революцию в России.
Будучи немецким богемским аристократом, Клам-Мартиниц представлял пронемецкий курс, выступал за признание немецкого языка в Богемии и Моравии в качестве единственного официального. В таких условиях цель заручиться поддержкой большинства чешского населения и других народов империи была нереальной.
В июне 1917 правительство Клам-Мартиница отправлено в отставку. С 10 июля 1917 и до конца Первой мировой войны он был военным губернатором на территории Черногории.